# Union des travailleurs de Tunisie
Ne pas confondre avec l'Union tunisienne du travail en activité de 1956 à 1957.
L'Union des travailleurs de Tunisie est un syndicat tunisien fondé le 1er mai 2011, à la suite de la révolution du 14 janvier 2011, par Ismaïl Sahbani.

## Structures
L'UTT compte au total 18 unions régionales ; elle ne dispose pas de structures syndicales régionales dans les gouvernorats de l'Ariana, du Kef, de Mahdia, de Sidi Bouzid, de Tozeur et de Tunis.